# Cerco de Exeter
O Cerco de Exeter ocorreu em 1068 quando o rei normando Guilherme, o Conquistador marchou um exército combinado de normandos e ingleses leais ao rei ao oeste para forçar a submissão de Exeter, um reduto de resistência anglo-saxônica contra os normandos.
Após a conquista normanda, os saxões de Devon, Somerset e Dorset reuniram-se em Exeter, em apoio dos remanescentes da família Goduíno. Os cidadãos, em conjunto com a mãe de Haroldo Godwinson, Gytha, recusaram-se a jurar fidelidade a Guilherme ou pagar o imposto que ele exigiu, e fecharam as portas da cidade contra ele. Guilherme marchou sobre a cidade, onde foi recebido com resistência armada feroz. Depois de um cerco de 18 dias, Exeter se rendeu (embora Gytha tenha escapado) e o Castelo Rougemont foi estabelecido e guarnecido pelos normandos. Apesar das ameaças iniciais do rei contra os cidadãos de Exeter, na rendição da cidade Guilherme concordou que ele não iria prejudicar seus habitantes, confiscar os seus bens nem aumentar a quantidade de impostos que os habitantes pagavam à monarquia pré-conquista.